# Pentax P3
Pentax «P3» (другое название «P30») — малоформатный однообъективный зеркальный фотоаппарат, производившийся с 1985 до 1988 года в чёрном и тёмно-сером исполнении.

## Особенности
Pentax «P3» стала первой камерой Pentax без поддержки классического механического спускового тросика.

## Основные характеристики
- Режимы: M (ручной) и P (режим программной линии).
- Репетир диафрагмы.
- Блокировка экспозамера.
- Электронный затвор из металлических шторок с вертикальным ходом 1 — 1/1000 сек, В.
- Питание 2 x 1.5 Вольта (A76, SR44, LR44).
- Ручная протяжка плёнки и взвод затвора.
- Встроенный экспонометр.
- Автоспуск — 12 сек.
- Отображение выдержки в видоискателе.

## Совместимость
Как и любая другая камера Pentax оснащенная байонетом KA, «P3» может работать с любыми объективами Pentax. Необходимо лишь учесть тот факт, что существуют объективы рассчитанные для использования с APS-C-камерами. Такие объективы дадут сильнейшее виньетирование.